# Quantum Internet Alliance
De Quantum Internet Alliance of kortweg de QIA werd in 2017 opgericht met als doel het eerste mondiale kwantumcomputernetwerk van Europese bodem te bouwen. Haar ledenbestand bestaat uit meerdere Europese universiteiten en technische partners.   

## Geschiedenis
De organisatie werd in 2017 opgericht met als stichtende leden de Technische Universiteit Delft via QuTech, Institute of Photonic Sciences (ICFO), de Universiteit van Innsbruck en het Paris Centre for Quantum Computing. De volgende jaren zouden nog andere onderzoekcentra, universiteiten, verenigingen en technische partners zich aansluiten. 
In 2018 werd QIA geselecteerd als een van de 20 projecten voor de Europese startfase Quantum Flagship. De doelstelling was om een ontwerp te maken voor een pan-Europees kwantuminternet met alle essentiële componenten om te resulteren in de demonstratie van een eerste volledig geïntegreerde oplossing die draaide op een kwantumnetwerk met meerdere knooppunten.
In maart 2025 maakte de organisatie via het wetenschappelijk tijdschrift Nature haar kwantumcomputers besturingssysteem QNodeOS wereldkundig.

## Bedrijfsleiding
Eén van de directieleden en oprichters is professor Stephanie Wehner. In 2019 won zij de Ammodo Science Award. en drie jaar later werd ze lid van de Koninklijke Nederlandse Akademie van Wetenschappen.

## Leden
- Universiteiten
  - TU Leiden
  - TU Dresden
  - TU Milaan
  - TU Innsbruck
  - Sorbonne Université - CNRS
- Instituten
  - Fraunhofer ILT
  - Institute of Photonic Sciences (ICFO)
  - Max Planck Institute for Informatics (MPI-INF)
  - Max Planck Institute for Quantum Optics (MPQ)
  - National Institute for Research in Digital Science and Technology (INRIA)
  - Portuguese Quantum Institute (PQI)
  - Quantum Delta NL Foundation
- Technische partners
  - Exail
  - RHEA Luxembourgh SA
  - SAP SE